# Søren Kam
Søren Kam, född 2 november 1921 i Köpenhamn, död 23  mars 2015 i Kempten i Tyskland, var en dansk frivillig soldat inom Waffen-SS under andra världskriget. Han var medlem av 5. SS-Panzer-Division Wiking, som kämpade på östfronten under kriget. Kam uppnådde tjänstegraden Obersturmführer 1945. Han var även medlem av Danmarks nationalsocialistiska arbetarparti (DNSAP).
Kam, som sedan 1956 var tysk medborgare, anklagades för att ha medverkat i deportationen av danska judar till nazistiska koncentrationsläger. Tyskland vägrade dock att utlämna honom till Danmark. Kam var delaktig i mordet på redaktören på B.T., Carl Henrik Clemmensen, i augusti 1943.

## Biografi

### Andra världskriget
Søren Kam anmälde sig år 1941 som frivillig till Waffen-SS och stred på östfronten från 1941 till 1945. Han dekorerades med bland annat Järnkorset av första klassen, Närstridsspännet i silver och 1945 med Riddarkorset av Järnkorset.
Kam var även verksam i sitt hemland. Han var en av ledarna för Schalburgkorpset, en milis som kollaborerade med den tyska ockupationsmakten. Schalburgkorpset, uppkallat efter Christian Frederik von Schalburg, bedrev terror mot den danska befolkningen och vidtog vedergällningsaktioner mot den danska motståndsrörelsen.
Enligt Efraim Zuroff, chef för Simon Wiesenthal-centrets avdelning i Jerusalem, rånade Kam kyrkoböckerna över danska judar för att underlätta gripandet och deportationen av dessa till nazistiska koncentrationsläger. Kam förnekade anklagelsen. 481 danska judar fördes till Theresienstadt; av dessa dog 54 i lägret.
Den 30 augusti 1943 i Lundtofte i närheten av Lyngby mördade Kam tillsammans med två andra frivilliga inom Waffen-SS — Jørgen Valdemar Bitsch och Knud Flemming Helweg-Larsen — B.T.s chefredaktör Carl Henrik Clemmensen med åtta skott avfyrade från tre olika pistoler. Mordet ingick i en utrensningsaktion som krävde minst 125 människoliv. 
Den följande septemberutgåvan af motståndstidningen De frie Danske (Dom fria Danska) proklamerade just Flemming Helweg-Larsen och Søren Kam som Carl Henrik Clemmensens mördare, och därtill som Schalburg-banditer. Juni 1944 utgåvan beskrev en namngiven kvinna som nazist med nazivänner såsom Carl Henrik Clemmensens mördare, nämligen Flemming Helweg-Larsen och Søren Kam.

### Efter andra världskriget
Helweg-Larsen avrättades 1946 för delaktighet i mordet på Carl Henrik Clemmensen, medan Bitsch försvann. Kam flydde till Västtyskland, där han 1956 erhöll tyskt medborgarskap.
År 1968 inledde den allmänna åklagaren i München en förundersökning om mordet på Clemmensen. Kam medgav att han hade skjutit Clemmensen men detta hade skett efter att Helweg-Larsen hade dödat honom. Åklagaren lade ned förundersökningen tre år senare i brist på bevis.
Kam tilldrog sig uppmärksamhet 1995 då han vid berget Ulrichsberg i Kärnten deltog i ett möte för veteraner inom Waffen-SS. Mötet hade anordnats av den högerextrema organisationen Kameradschaft IV, vilken bland annat består av före detta soldater inom Waffen-SS. Vid mötet närvarade även Jörg Haider och Gudrun Burwitz, Heinrich Himmlers dotter. Mötet videofilmades av tyska antifascister och när filmen visades i tysk TV, kände danska tittare igen Søren Kam.
I slutet av 1990-talet påträffades det protokoll som nedtecknades vid obduktionen av Clemmensen. Enligt protokollet träffades Clemmensen stående av åtta kulor avfyrade i snabb följd från tre olika pistoler. Den 10 december 2004 häktades Kam in absentia av en domstol i Lyngby. I augusti 2006 begärde det danska justitieministeriet utlämning av Kam. Påföljande månad greps Kam av tysk polis och frihetsberövades i München. Han släpptes fri efter en månad, då tyska myndigheter bedömde flyktrisken som mycket låg. I början av februari 2007 meddelade Oberlandesgericht München att utlämningsansökan inte beviljades, då domstolen funnit att dödsskjutningen av Clemmensen var att betrakta som dråp och brottet var således preskriberat. En talesman för domstolen uppgav att man baserat sitt beslut på Kams egen redogörelse för händelsen.
Den 1 april 2014 rankades Kam som nummer fem på Simon Wiesenthal-centrets lista över mest efterlysta nazistiska krigsförbrytare.